# Countdown to Extinction
Pour les articles homonymes, voir Countdown to Extinction (homonymie).
Albums de Megadeth
Rust in Peace
(1990) Youthanasia
(1994)
Singles
1. Symphony of Destruction
Sortie : 21 juillet 1992
2. Foreclosure of a Dream
Sortie : 13 octobre 1992
3. Sweating Bullet
Sortie : 6 février 1993
4. Skin o' My Teeth
Sortie : 12 avril 1993

Countdown to Extinction est le cinquième album du groupe de thrash metal américain, Megadeth. Il est sorti le 14 juillet 1992 sur le label Capitol Records et a été produit par Max Norman et Dave Mustaine.
Les titres sont un peu moins complexes et moins thrash metal que ceux de Rust in Peace, mais la technique y est toujours aussi élevée, avec quelques solos du duo Dave Mustaine - Marty Friedman atteignant un très haut niveau.

## Historique
Countdown to Extinction s'est classé à la deuxième place du Billboard 200 le premier août 1992 et a obtenu une certification de double disque de platine par la RIAA depuis décembre 1994,
L'album s'est vendu à environ 8 millions d'exemplaires dont 2 millions aux États-Unis, ce qui en fait le plus grand succès commercial du groupe à ce jour.

## Composition du groupe pour l'enregistrement
- Dave Mustaine – chant, guitares
- David Ellefson – basse, chœurs
- Marty Friedman – guitares, guitare acoustique, chœurs
- Nick Menza – batterie, chœurs

## Liste des titres
| No  | Titre                      | Paroles                        | Musique                             | Durée |
| --- | -------------------------- | ------------------------------ | ----------------------------------- | ----- |
| 1.  | Skin o' My Teeth           | Dave Mustaine                  | Mustaine                            | 3:13  |
| 2.  | Symphony of Destruction    | Mustaine                       | Mustaine                            | 4:02  |
| 3.  | Architecture of Aggression | Mustaine                       | Mustaine, Ellefson                  | 3:34  |
| 4.  | Foreclosure of A Dream     | Mustaine, Ellefson             | Mustaine                            | 4:17  |
| 5.  | Sweating Bullets           | Mustaine                       | Mustaine                            | 5:03  |
| 6.  | This Was My Life           | Mustaine                       | Mustaine                            | 3:42  |
| 7.  | Countdown to Extinction    | Mustaine, Ellefson, Nick Menza | Mustaine, Marty Friedman            | 4:16  |
| 8.  | High Speed Dirt            | Mustaine, Ellefson             | Mustaine                            | 4:12  |
| 9.  | Psychotron                 | Mustaine                       | Mustaine                            | 4:42  |
| 10. | Captive Honour             | Mustaine, Ellefson             | Mustaine, Friedman, Menza           | 4:14  |
| 11. | Ashes In Your Mouth        | Mustaine                       | Mustaine, Ellefson, Friedman, Menza | 6:10  |

## Version Remasterisée (2004)
| No  | Titre                          | Paroles                              | Musique            | Durée |
| --- | ------------------------------ | ------------------------------------ | ------------------ | ----- |
| 12. | Crown of Worms                 | Mustaine, Sean Harris                | Mustaine           | 3:18  |
| 13. | Countdown to Extinction (démo) | Mustaine, David Ellefson, Nick Menza | Mustaine, Friedman | 3:55  |
| 14. | Symphony of Destruction (démo) | Mustaine                             | Mustaine           | 5:30  |
| 15. | Psychotron (démo)              | Mustaine                             | Mustaine           | 5:28  |

## Thèmes des paroles de l'album Countdown to Extinction
1. Skin O'My Teeth
Ce morceau traite du suicide et de l'expérience personnelle que Dave Mustaine a vécue en tentant plusieurs fois de mettre fin à ses jours.
2. Symphony of Destruction
Ce morceau parle de la politique aux États-Unis et d'un peuple qui est dirigé par une marionnette. Cette marionnette conduit ainsi son peuple à la destruction. Il y est fait mention du joueur de flûte de Hamelin (Pied Piper en anglais). Comme le joueur de flûte avec les rats, le dirigeant politique mène le peuple à sa mort.
3. Architecture of Aggression
Les paroles de cette chanson furent inspirées à Dave Mustaine par le livre du même nom. Celui-ci relate l'horreur des expériences que les Nazis conduisirent durant la Seconde Guerre mondiale dans des laboratoires souterrains. Ces expériences étaient fréquentes et beaucoup de gens y trouvèrent la mort.
4. Foreclosure of a Dream
Les paroles de cette chanson sont inspirées des problèmes rencontrés par la famille de David Ellefson durant l'administration Reagan. À la suite des directives du gouvernement, les parents d'Ellefson furent dans l'obligation d'abandonner leur activité agricole devant la récession entraînée. Au milieu du morceau, on peut entendre un extrait célèbre d'un discours de George H. W. Bush.
5. Sweating Bullets
Cette chanson a pour thème principal la folie, et plus particulièrement la schizophrénie, pointant que tout le monde est potentiellement un danger pour autrui au vu de la société actuelle. N'importe qui peut exploser d'un moment à l'autre.
6. This Was My Life
Dave Mustaine raconte à travers cette chanson la relation qu'il a eue avec une femme pendant six ans. Leur relation était autodestructrice pour chacun d'entre eux. Il décrit plus particulièrement un moment où il a envie de la tuer ou de se suicider.
7. Countdown to Extinction
Le thème de Countdown to Extinction fut introduit par Nick Menza qui lut un article dans le Time Magazine sur le braconnage.
Certaines espèces devenant très rares, beaucoup de chasseurs à cette époque ont commencé à aller traquer des espèces en voie d'extinction dans les pays africains et autres. Mustaine y ajoute aussi son dégoût pour certains chasseurs qui se procurent des animaux exotiques et protégés, qui les droguent et qui, lorsqu'ils se réveillent et titubent hors de la cage ouverte, les abattent et prennent une photo pour se vanter d'être allés chasser dans des endroits dangereux ou exotiques. Dans un sens plus large, il fait la constatation que par ses actions, l'homme et son manque total de respect pour la nature, finira bien par devenir lui-même une espèce en voie de disparition.
8. High Speed Dirt
Aussi étonnant et incongru que cela puisse paraître, High Speed Dirt est une chanson sur le saut en parachute. Ce hobbie est commun à Dave Mustaine et David Ellefson. La chanson parle d'un sauteur qui se retrouve nez à nez avec un parachute qui ne s'ouvre pas et qui poursuit inévitablement sa chute vers le sol. Pour l'anecdote, Marty Friedman est le seul du groupe à l'époque à ne jamais avoir sauté en parachute et a refusé constamment les propositions des autres membres. Après plusieurs mois de travail Marty Friedman étant fatigué des incessantes demandes et des moqueries de Dave notamment, leur a dit qu'il sauterait avec eux à condition que l'album Countdown to Extinction soit disque de platine. Il fut double disque de platine l'année suivante et Marty sauta pour la première fois de sa vie en parachute.
9. Psychotron
Cette chanson fut inspirée à Dave par le personnage de Comic Deathlok. Personnage dont le cerveau et les poumons furent emprisonnés dans un corps de cyborg. Ce personnage était utilisé comme l'arme de guerre ultime mais parfois il y avait des dérapages.
Une autre source d'inspiration pour cette chanson vient du programme Lida. Le programme Lida est attribué aux Russes qui avaient parait-il trouvé une technique pour laver le cerveau de quelqu'un et ensuite introduire une puce à la base du cerveau de cobaye pour contrôler ses actions et en faire un soldat qui n'aurait plus de remords, qui ne subirait pas la douleur ni la peur.
10. Captive Honour
Le thème principal de la chanson concerne les conditions d'emprisonnement lamentables que subissent certaines personnes incarcérées aux États-Unis. Le prologue parle des grandes batailles livrées par Alexandre le Grand ou les autres conquérants de cette époque.
« Kill a man you're a murderer, kill many and you're a conqueror, kill them all you're a God » (« On tue un homme, on est un assassin. On tue des millions d'hommes, on est un conquérant. On les tue tous, on est un dieu. »), est une phrase empruntée au recueil Pensées d'un biologiste (Paris, Stock, 1939) de Jean Rostand (1894-1977) scientifique & philosophe connu pour son engagement contre la peine de mort et l'armement nucléaire.
Cette phrase résume ce que la soif de pouvoir peut entraîner. Cette chanson dénonce aussi les auteurs de crimes contre l'humanité.
11. Ashes in Your Mouth
Cette chanson dénonce les guerres de profits sous toutes leurs formes. Peu importe, finalement, les richesses pillées pendant la guerre finiront pour les responsables par avoir un goût de cendres dans la bouche.

## Charts et certifications
| Pays             | Durée du classement | Meilleur classement |
| ---------------- | ------------------- | ------------------- |
| Allemagne        | 20 semaines         | 15e                 |
| Australie        | 6 semaines          | 14e                 |
| Autriche         | 10 semaines         | 12e                 |
| Canada           | 22 semaines         | 18e                 |
| États-Unis       | 58 semaines         | 2e                  |
| Norvège          | 7 semaines          | 9e                  |
| Nouvelle-Zélande | 8 semaines          | 5e                  |
| Pays-Bas         | 9 semaines          | 45e                 |
| Royaume-Uni      | 8 semaines          | 5e                  |
| Suède            | 6 semaines          | 10e                 |
| Suisse           | 7 semaines          | 16e                 |

| Pays        | Certification | Ventes      | Date       |
| ----------- | ------------- | ----------- | ---------- |
| Australie   | Or            | 35 000 +    | 2005       |
| Canada      | 3 × Platine   | 300 000 +   | 22/03/2001 |
| États-Unis  | 2 × Platine   | 2 000 000 + | 13/12/1994 |
| Royaume-Uni | Or            | 100 000+    | 18/08/2020 |

Charts singles
| Année | Single                    | Chart                  | Durée du classement | Position |
| ----- | ------------------------- | ---------------------- | ------------------- | -------- |
| 1992  | "Symphony of Destruction" | Hot 100                | 15 semaines         | 71e      |
| 1992  | "Symphony of Destruction" | Mainstream Rock Tracks | 7 semaines          | 29e      |
| 1992  | "Symphony of Destruction" | RPM Top Singles        | 2 semaines          | 91e      |
| 1992  | "Symphony of Destruction" | RMNZ Singles Top40     | 7 semaines          | 15e      |
| 1992  | "Symphony of Destruction" | UK Singles Chart       | 3 semaines          | 15e      |
| 1992  | "Forecloser of a Dream"   | Mainstream Rock Tracks | 8 semaines          | 30e      |
| 1993  | "Skin o' My Teeth"        | UK Singles Chart       | 3 semaines          | 13e      |
| 1993  | "Sweating Bullets"        | Mainstream Rock Tracks | 9 semaines          | 27e      |
| 1993  | "Sweating Bullets"        | UK Singles Chart       | 3 semaines          | 26e      |